# Uchida Kazushi
Kazushi Uchida (sinh ngày 9 tháng 8 năm 1987) là một cầu thủ bóng đá người Nhật Bản.

## Sự nghiệp câu lạc bộ
Kazushi Uchida đã từng chơi cho Fujieda MYFC.